# 世紀末

亞瑟·叔本華

世紀末（法語：Fin de siècle，法語發音：[fɛ̃ də sjɛkl] ⓘ）是指一個世紀的結束。世紀末不僅包括世紀之交的含意，又兼指一個時代的結束與開始，在19世紀末被認為是一段巨大轉變，同時也蘊含希望的一個新時代。世紀末的“精神”，往往是指19世紀80年代和19世紀90年代的文化指標，包括犬儒主義、悲觀主義。
世紀末普遍適用於法國藝術和藝術家，其運動影響許多歐洲國家。世紀末藝術家所提出的想法和顧慮引起象徵主義和現代主義運動誕生。
世紀末的政治文化非常具有爭議，對於法西斯主義產生重大影響。這個時代許多政治主張反抗唯物主義、理性主義、實證主義、資產階級社會和自由主義民主。